# Ivan Trubetskoj

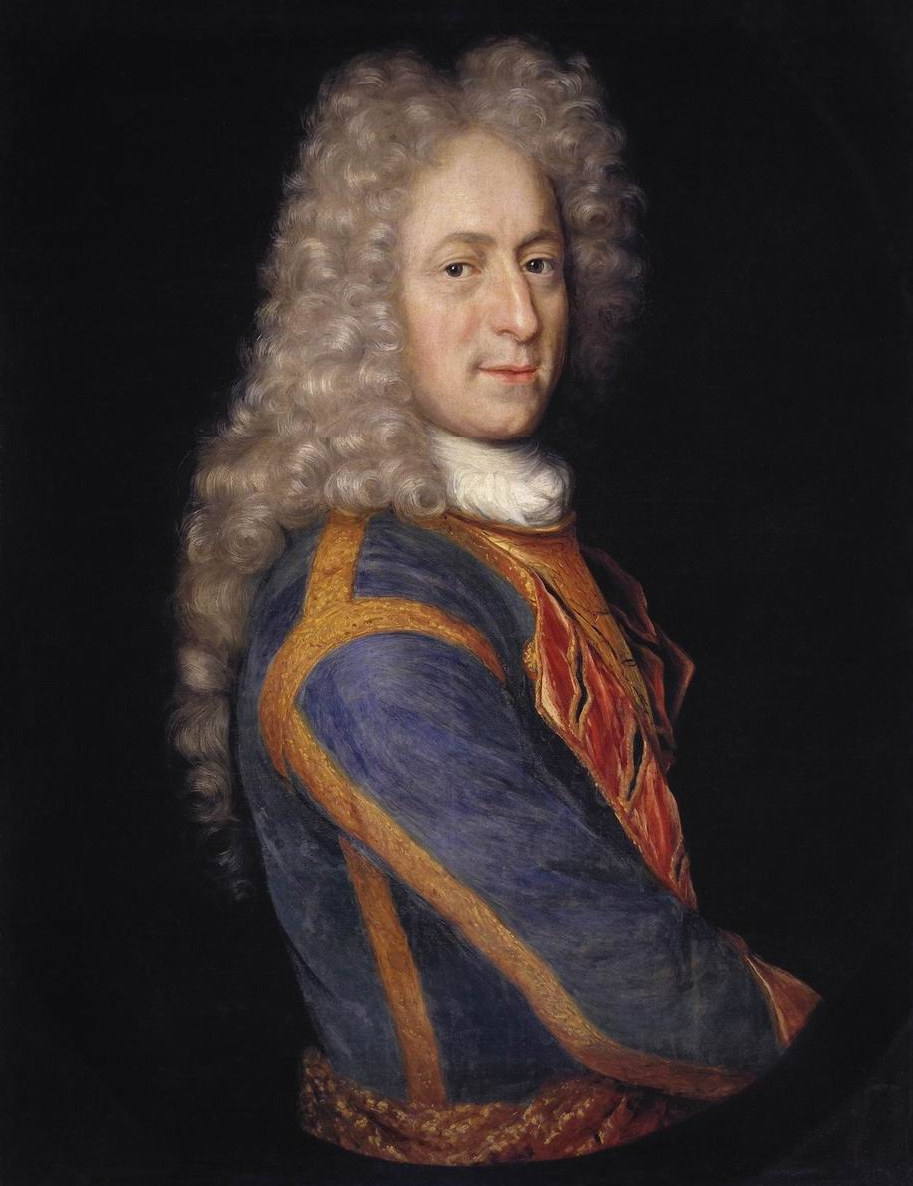
Ivan Trubetskoj.

Ivan Jurjevitj Trubetskoj (ryska: Иван Юрьевич Трубецкой), född 28 juni (gamla stilen: 18 juni) 1667, död 27 januari (gamla stilen: 16 januari) 1750, var en rysk furste och militär.
Trubetskoj, general och ståthållare i Novgorod, tillfångatogs av svenskarna vid Narva (1700) och hölls sedermera ända till oktober 1718 i en stundom hård fångenskap (i Stockholm, i Örebro, i Jönköping och på Visingsborg), som sedan 1711 delades av hans maka Arina, vilken med sina tre barn begett sig över till Sverige. 
Trubetskoj blev sedermera guvernör i Kiev, generalfältmarskalk (1728), senator (1730), generalguvernör av Moskva (1739). Han har uppgivits vara far till Ivan Betskoj.